# Nationalpark Semenic-Cheile Carașului

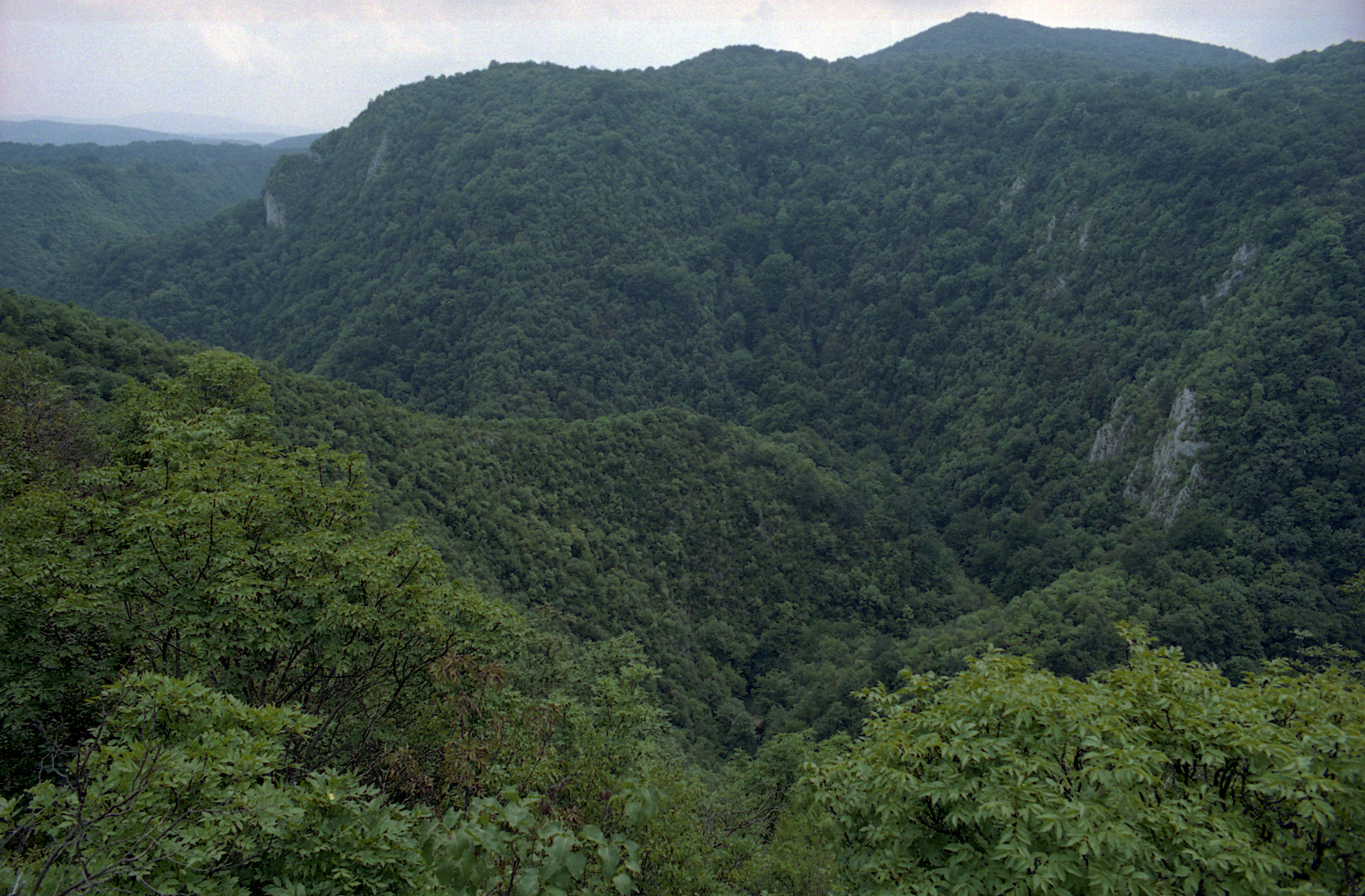
Das Karasch-Tal

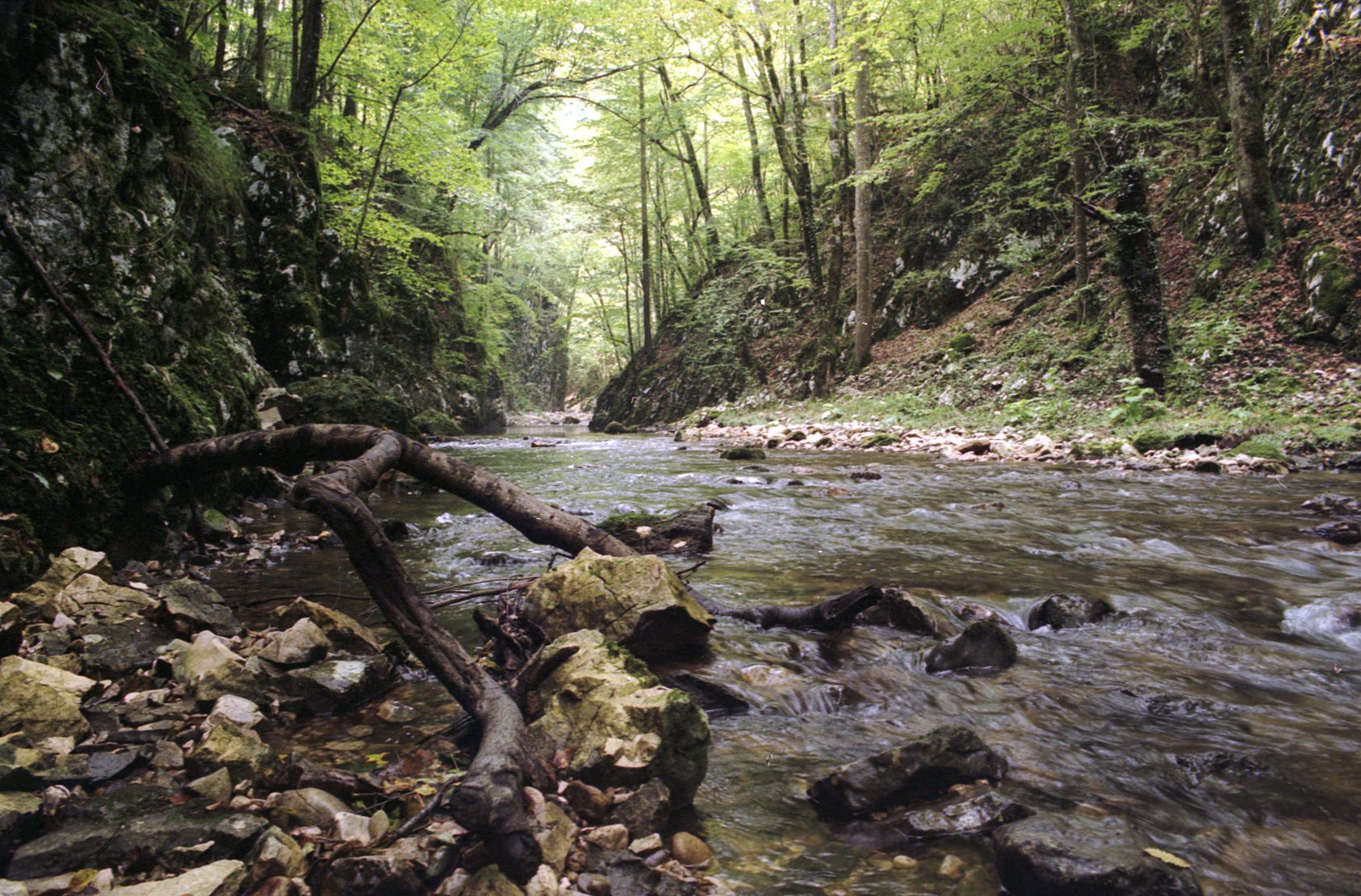
Die Karasch

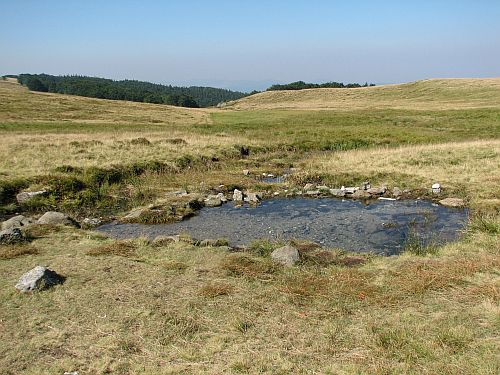
Baia Vulturilor auf dem Semenik

Der Nationalpark Semenic-Cheile Carașului (auch Nationalpark Semenik-Karasch-Klamm, rumänisch Parcul Național Semenic-Cheile Carașului) erstreckt sich auf einem Areal von 36.214 Hektar im Semenic-Gebirge und im Anina-Gebirge, im Kreis Caraș-Severin, im Südwesten Rumäniens.

## Beschreibung
Der Nationalpark Semenik-Karaschklamm weist eine typische Karst- und Waldlandschaft auf und zeichnet sich durch den 300 Jahre alten, einzigen Buchen-Bannwald Europas aus.
Zum Nationalpark gehören die Naturschutzgebiete Karaschklamm (Cheile Carașului), die Karaschquellen (Izvoarele Carașului), sowie Tropfstein- und andere Höhlen.
Die Karasch-Klamm ist eine der längsten, wildesten und schönsten auf Landesebene, mit einer reichen Flora und Fauna, mit vielen Höhlen zu denen man teilweise nur unter Wasser Zugang hat, mit fast senkrechten Kalksteinwänden und den sogenannten „Kesseln“ an der oberen Karasch. Am rechten Ufer der Karasch, oberhalb der Karasch-Klamm, liegt die mittelalterliche Burgruine Grat (1230). Eine der schönsten Höhlen in dieser Zone, mit vielfältigen Formationen von Stalaktiten und Stalagmiten, ist die Tropfsteinhöhle von Comarnic.
Im Nationalpark Semenik-Karaschklamm wurden 20 archäologische Fundorte entdeckt.

## Geschichte
Im Jahr 1955 wurde die Karasch-Klamm (Cheile Carașului) auf einem Areal von 800 Hektar zum Naturschutzgebiet erklärt, 1973 folgte das  Forstschutzgebiet Neraquellen (Rezervația Forestieră Izvoarele Nerei), 1982 kamen die Naturschutzgebiete Buhui-Mărghitas, die Karaschquellen (Izvoarele Carașului), die Gârliștei Klamm  (Rezervația Cheile Gârliștei) und das Forstschutzgebiet Groposu (Rezervația Forestieră Groposu)  hinzu, 1991 wurden die Höhlen zum Naturschutzgebiet erklärt und 1993 erhielt der Forst Rezervația Bârzăvița den Status Naturschutzgebiet.
Im Jahr 2000 wurde der Nationalpark Semenik-Karasch Klamm per Gesetz (Legea nr. 5/2000) wie folgt festgelegt:
- Das Naturschutzgebiet Karasch Klamm (Rezervația Cheile Carașului) – 2988,67 Hektar
- Das Naturschutzgebiet Gârliștei Klamm (Rezervația Cheile Gârliștei) – 582,18 Hektar
- Das Naturschutzgebiet Buhui-Mărghitaș  (Rezervația Buhui-Mărghitaș) – 217,64 Hektar
- Das Naturschutzgebiet Karaschquellen (Rezervația Izvoarele Carașului) – 1.384,06 Hektar
- Das Naturschutzgebiet Neraquellen (Rezervația Izvoarele Nerei)  – 5.012,32 Hektar
- Das Forstschutzgebiet Bârzavița (Rezervația Bârzavița)
- Das Forstschutzgebiet Groposu (Rezervaţia Groposu)
- Das Naturschutzgebiet Buhui-Höhle (Rezervația Peștera Buhui) – 217,64 Hektar
- Das Naturschutzgebiet Comarnic-Höhle (Rezervația Peștera Comarnic) – 26,9 Hektar
- Das Naturschutzgebiet Popovăț-Höhle (Rezervația Peștera Popovăț) – 4,5 Hektar

Ungefähr 40 % der Fläche des Nationalparks sind Naturschutzgebiete: Buhui, Mărghitaș, Karasch-Klamm und die Karasch-Quellen, die Nera-Quellen, die Garliștea-Klamm. Groposu und Bârzavița sind Waldschutzgebiete.
Der Nationalpark hat die nationale Nummer RONPA0012 und die WDPA-Nummer 81224.

## Flora

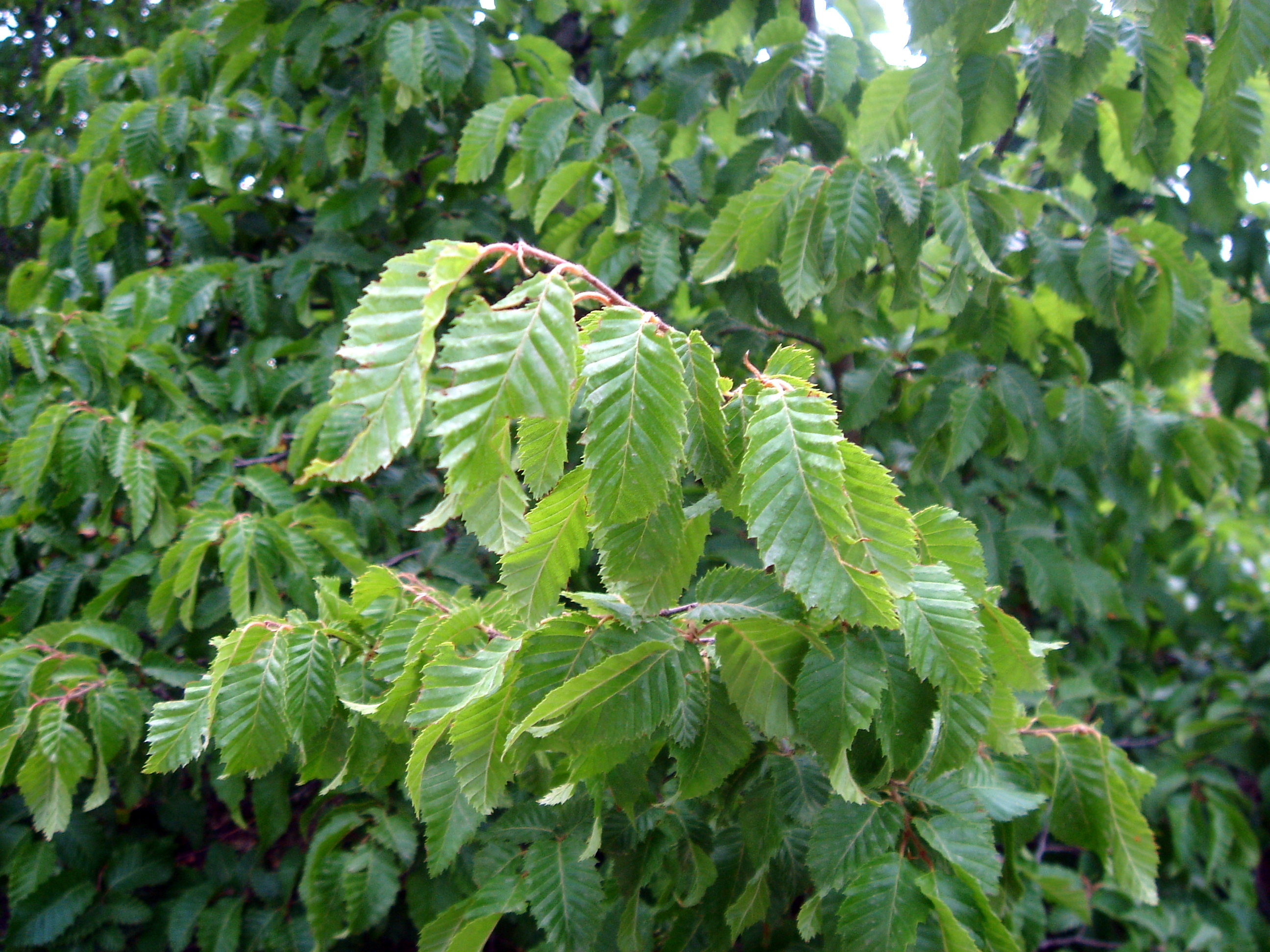
Orientalische Hainbuche
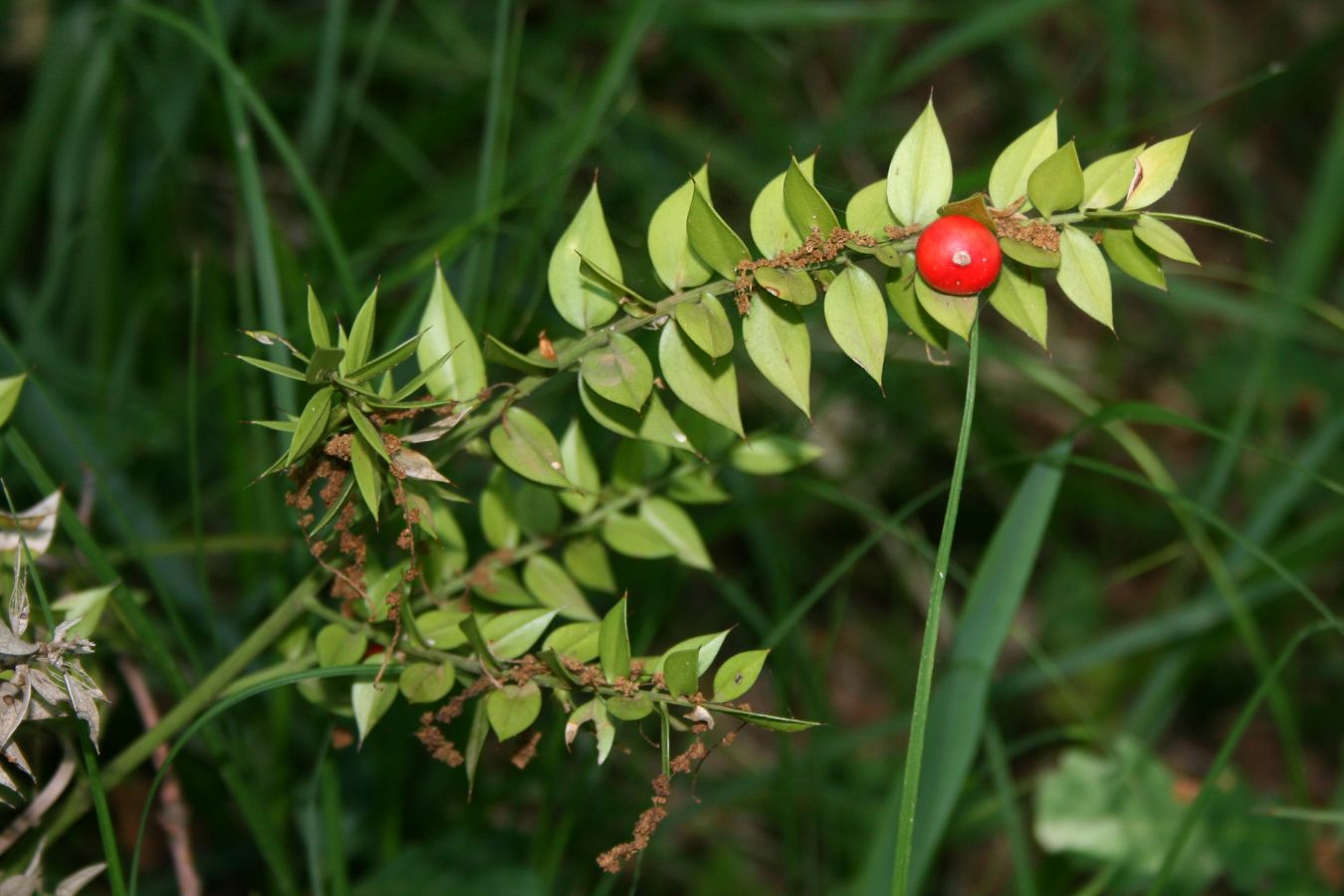
Stechender Mäusedorn
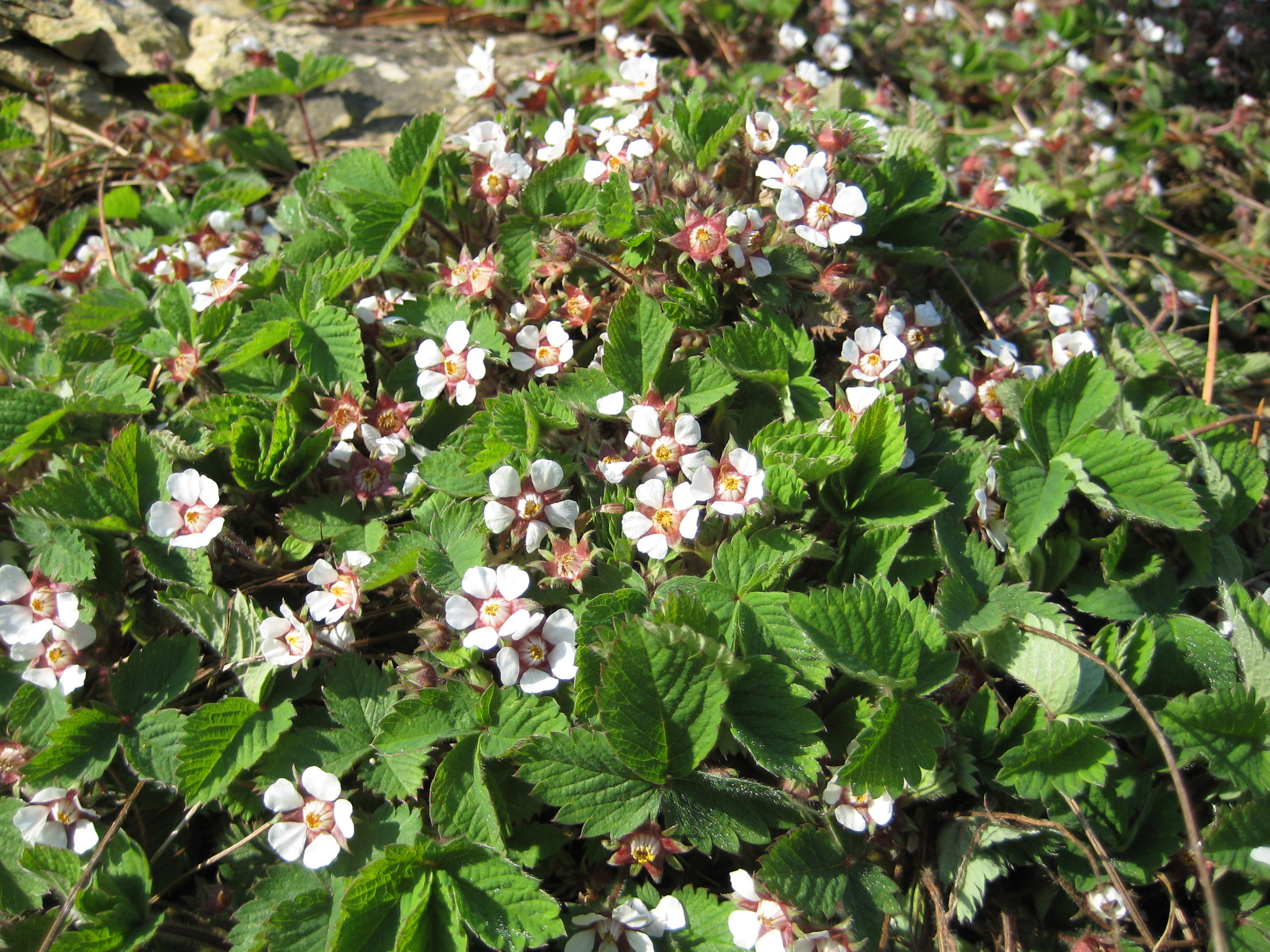
Kleinblütiges Fingerkraut

Über 1200 Pflanzenarten stehen unter Naturschutz, wie:
- die Orient-Weißbuche (Carpinus orientalis)
- der Stechende Mäusedorn (Ruscus aculeatus)
- das Kleinblütige Fingerkraut (Potentilla micrantha)
- der Gelbe Lein (Linum uninerve)
- der Gold-Krokus (Crocus flavus)

## Fauna
Der Nationalpark Semenik-Karasch-Klamm beherbergt über 690 Tierarten, darunter 29 wirbellose Tiere, die nur in dieser Region leben, und 45 andere seltene Arten. Diese verleihen dem Park eine besondere Bedeutung.
Die Wirbellosen  im Karst werden durch seltene Arten von  Hundertfüßern (Chilopoda) vertreten:

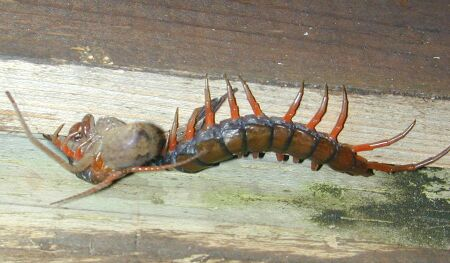
Hundertfüßer
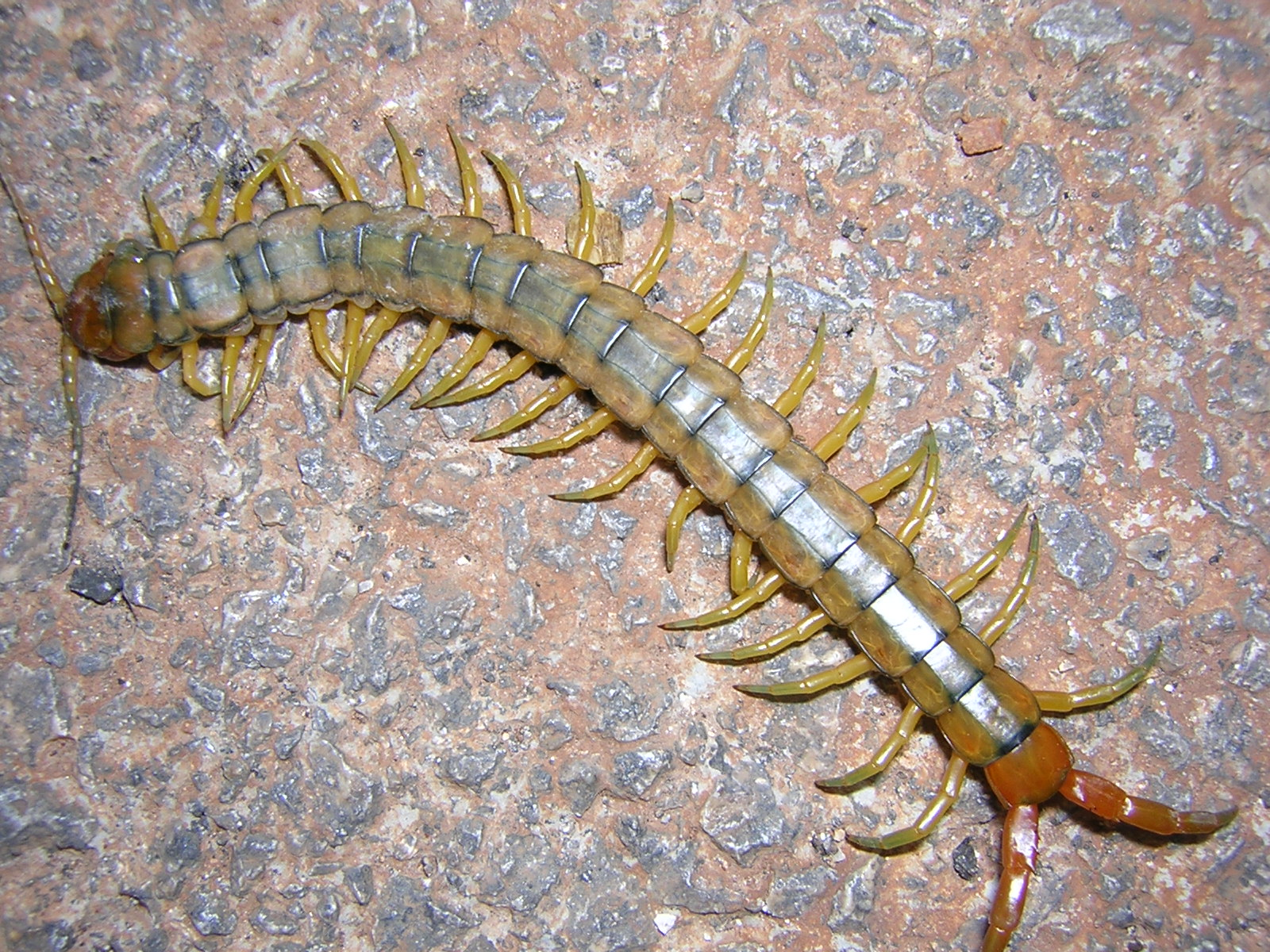
Hundertfüßer

- Chilopoda (Lithobius dacius)
- Chilopoda Bulgarosoma ocellatum
- Coleoptera (Duvalis milleri)

Verschiedene Arten von längst ausgestorbenen Schnecken, überlebte die Kleine Eiszeit hier:
- Amphimelania holardi (Balkan-Endemit)
- Herilla ziegleri dacice (Banat-Endemit)

Die Welt der Fische ist durch folgende seltene Arten vertreten:

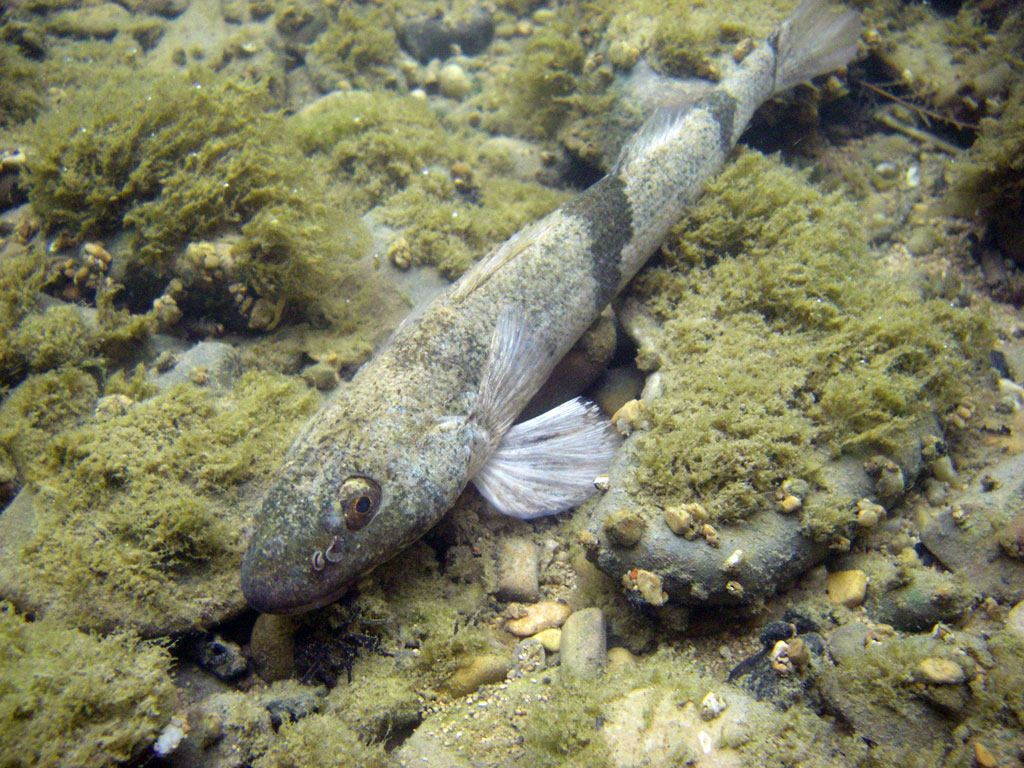
Zingel asper
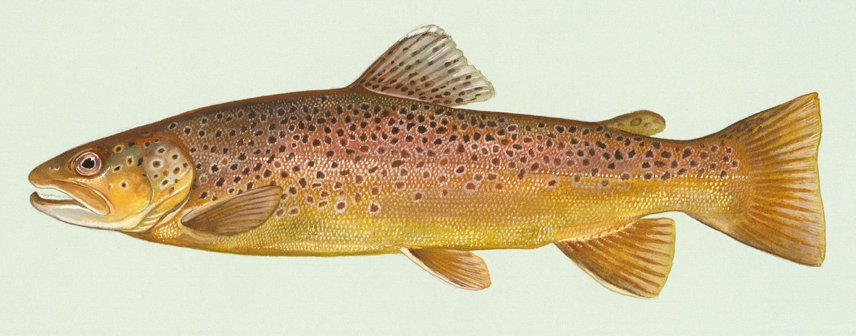
Bachforelle
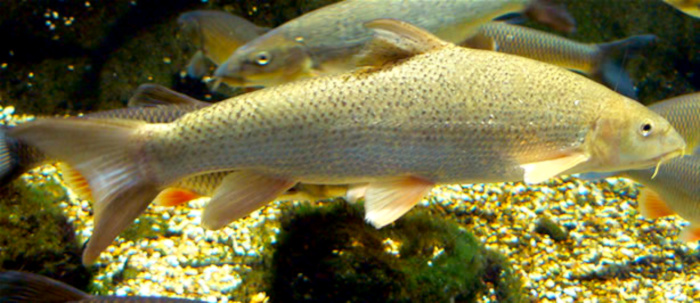
Barbus

- Rhone-Streber (Zingel asper)
- Bachforelle (Salmo trutta fario)
- Schleie (Tinca tinca)
- Barbus (Barbus meridionalis petenyi)
- Barbus (Barbus barbus)
- Nase (Chondrostoma nasus)

Amphibien  sind vertreten durch:

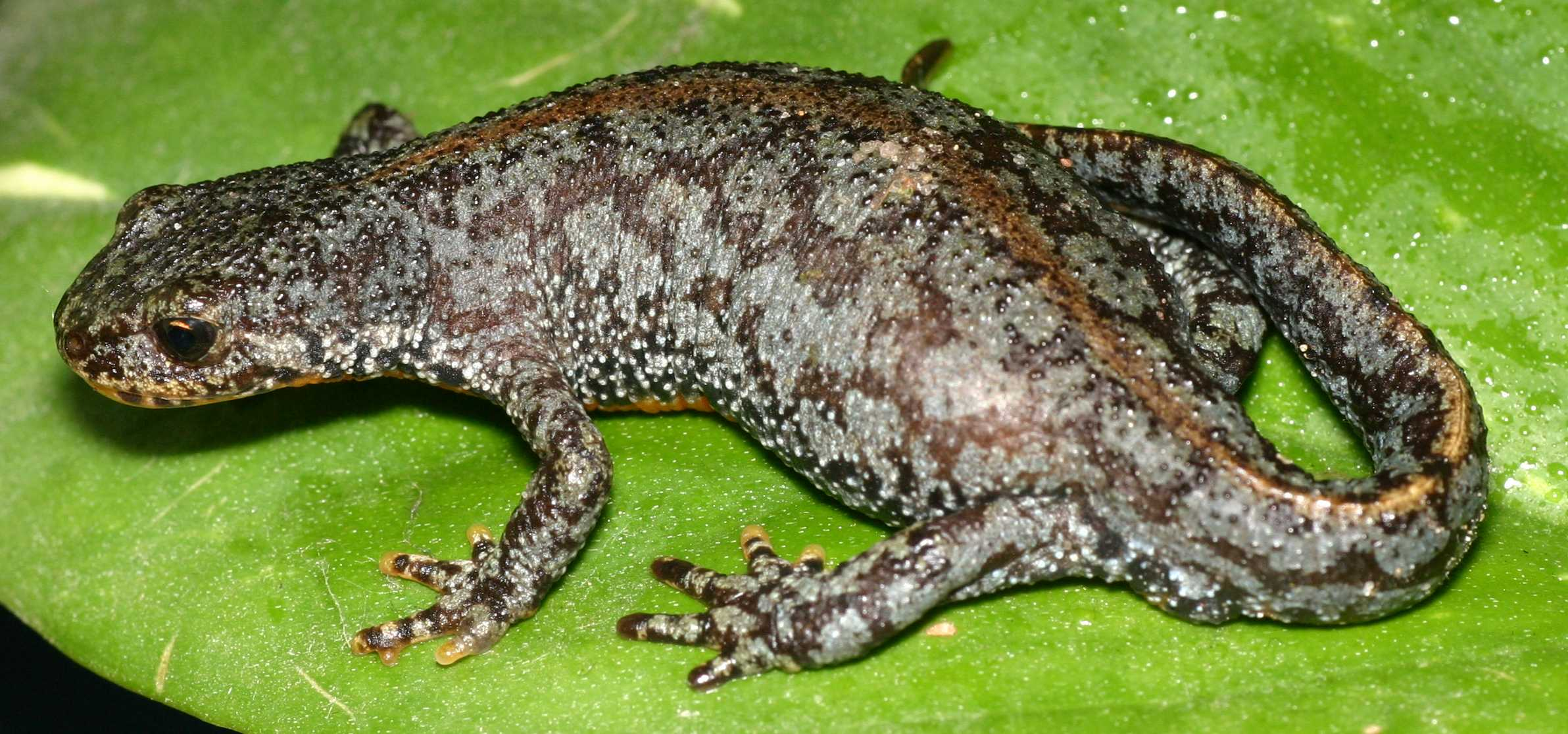
Bergmolch
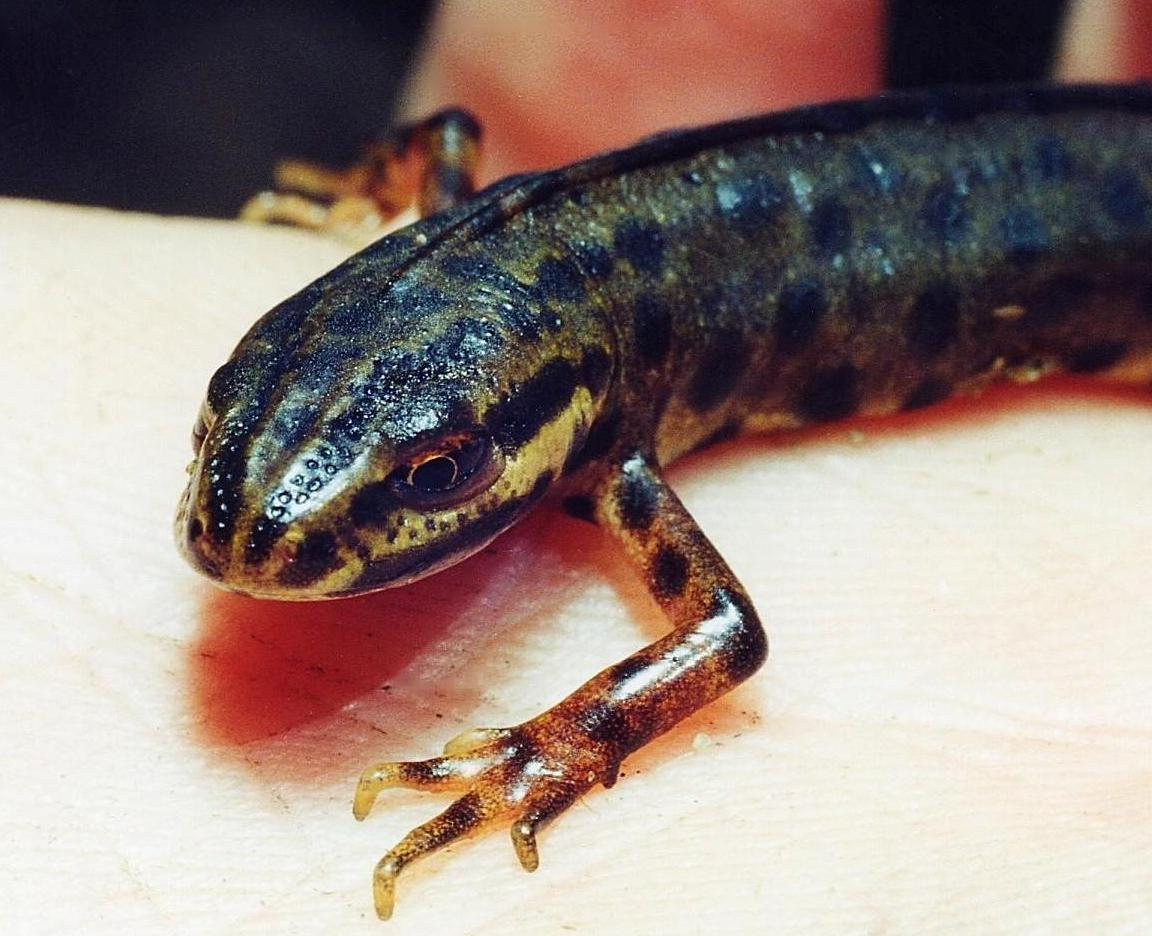
Teichmolch
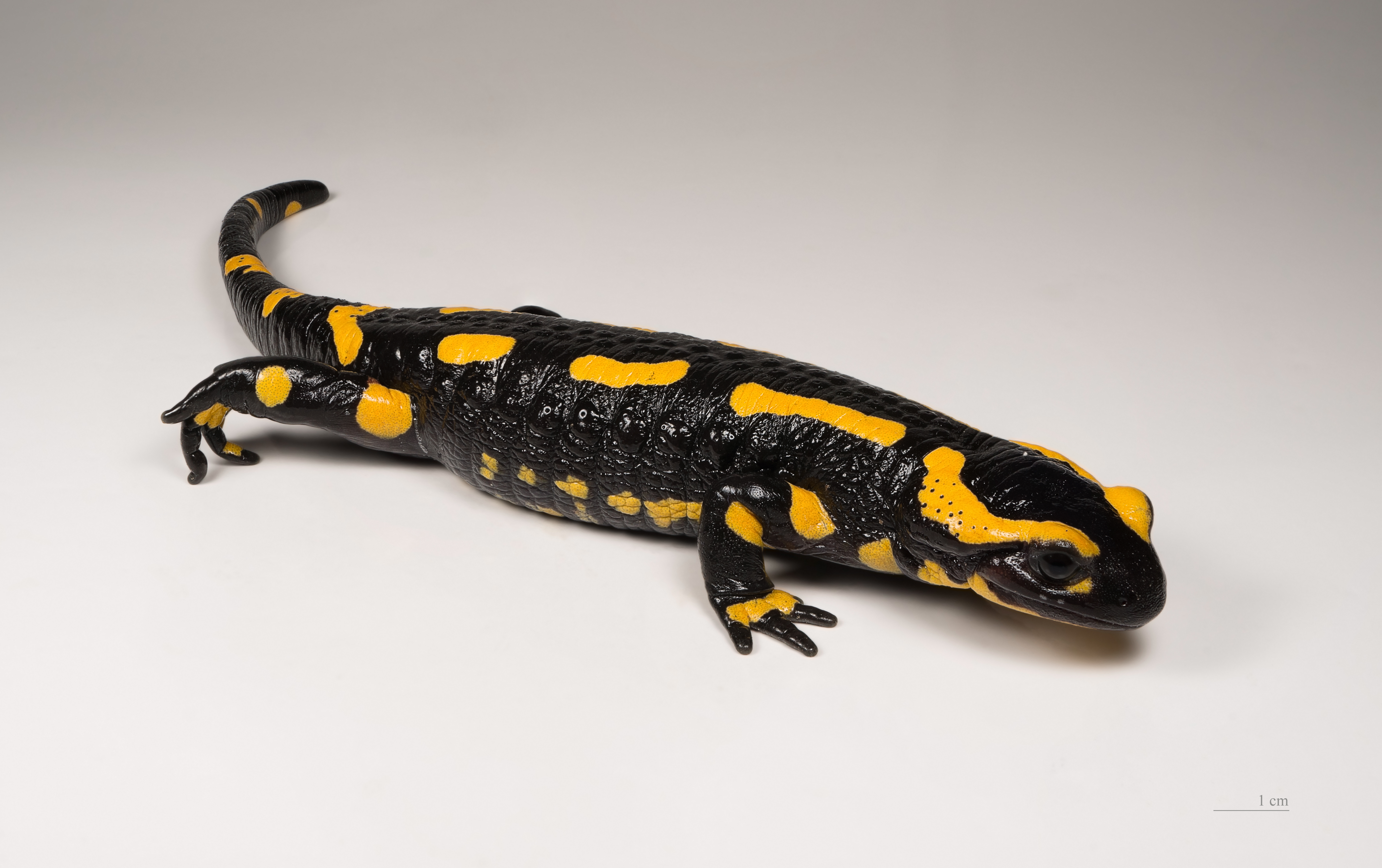
Feuersalamander
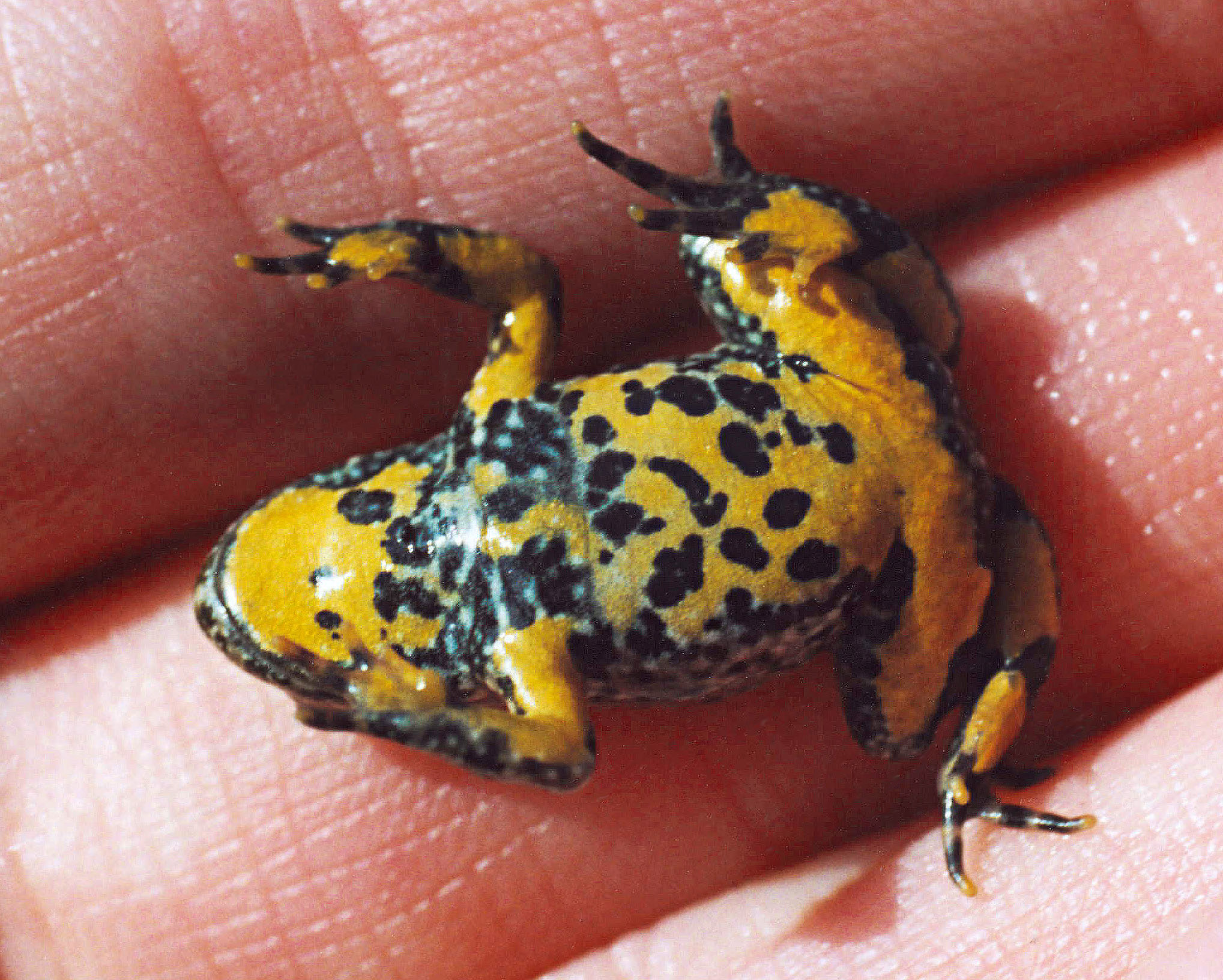
Gelbbauchunke

- Bergmolch (Triturus alpestris)
- Nördlicher Kammmolch (Triturus cristatus)
- Teichmolch (Triturus vulgaris)
- Feuersalamander (Salamandra salamandra)
- Gelbbauchunke (Bombina variegata)
- Europäischer Laubfrosch (Hyla arborea)
- Grasfrosch (Rana temporaria)

Unter den  Reptilien sind zu erwähnen:

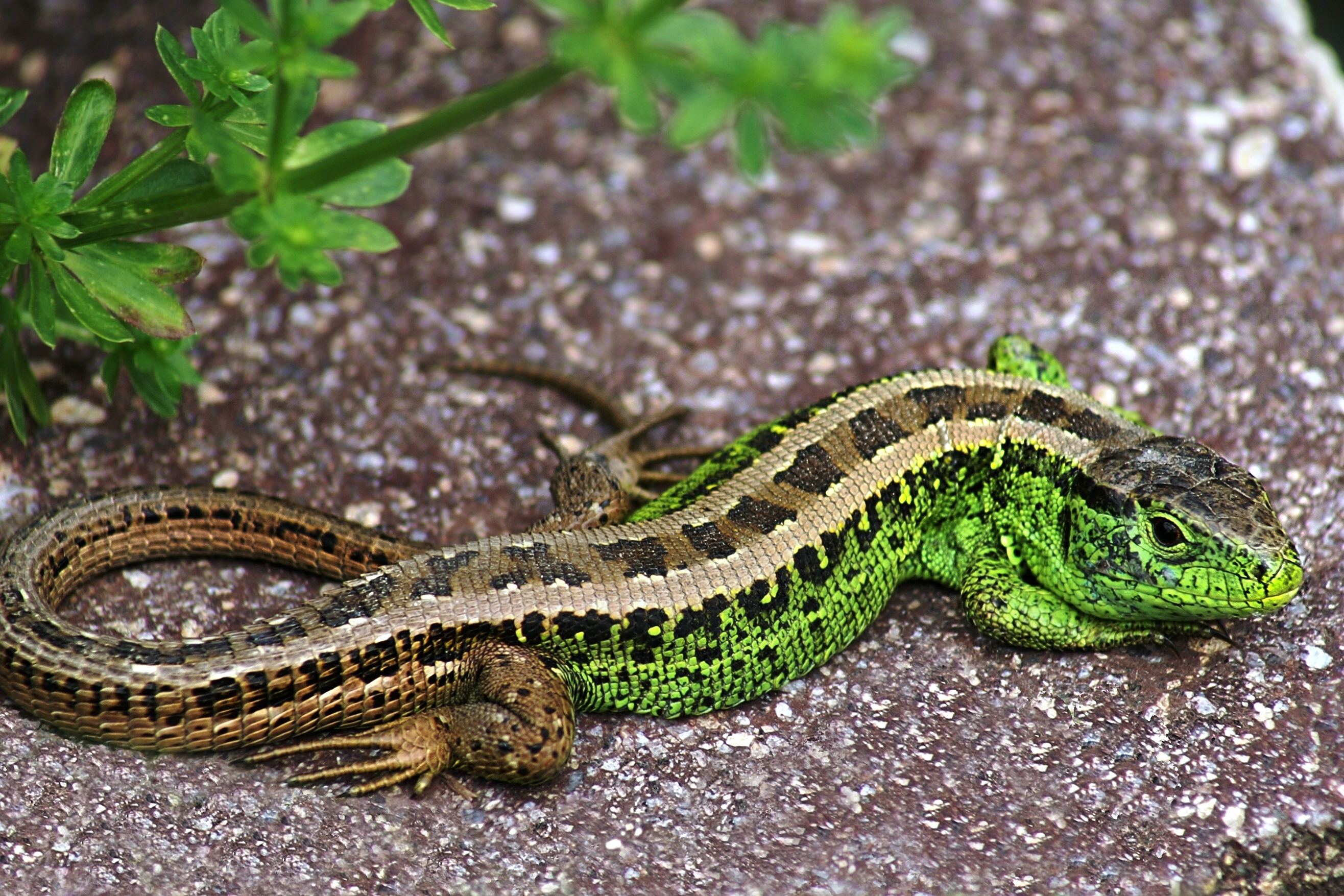
Zauneidechse
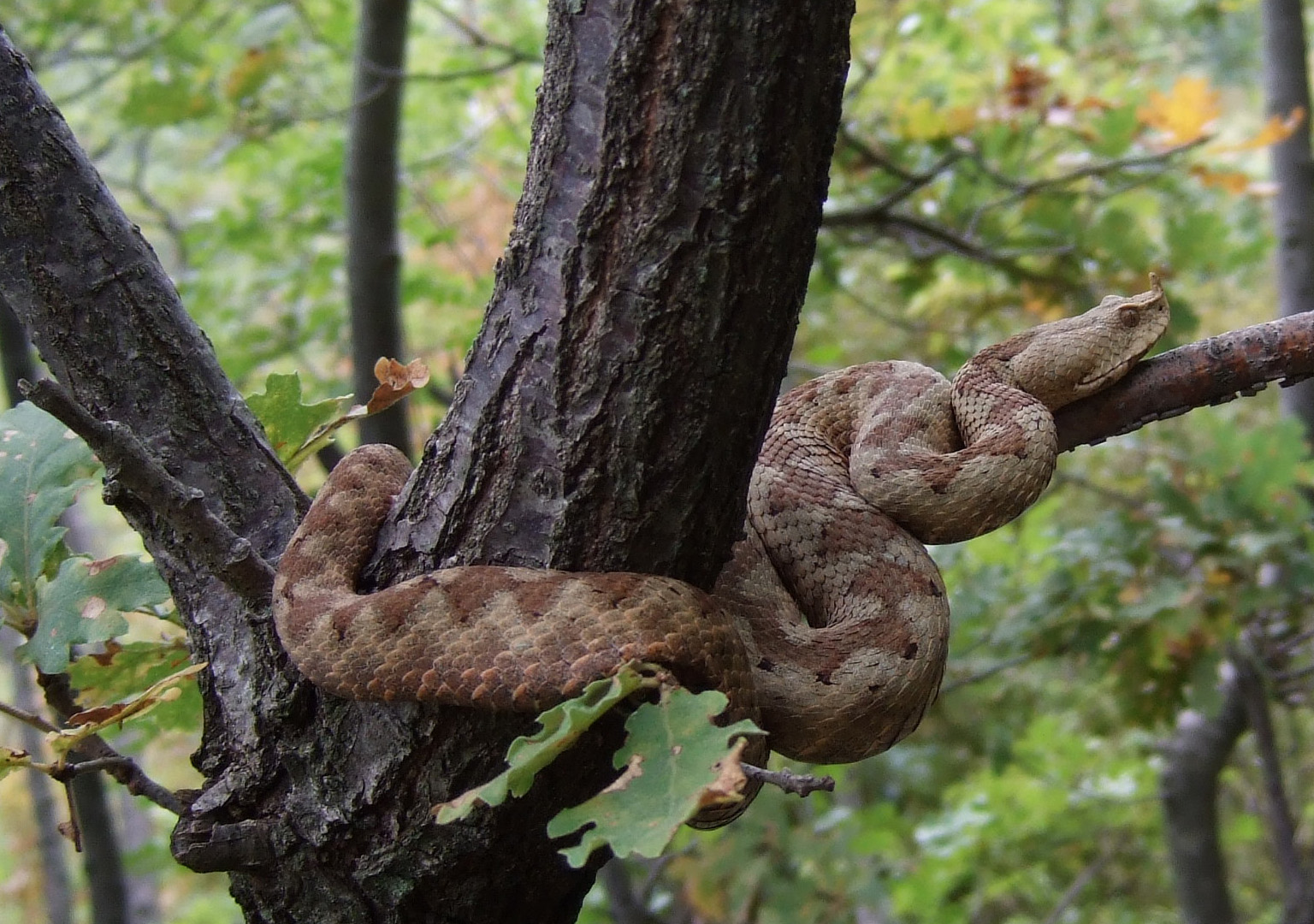
Europäische Hornotter
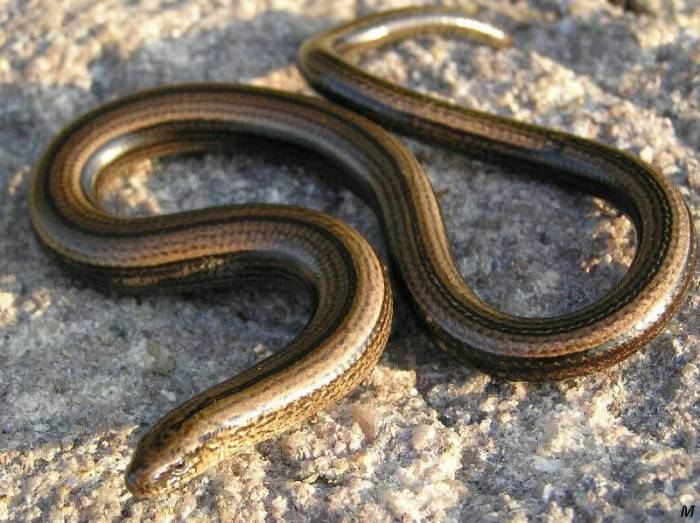
Blindschleiche

- Östliche Smaragdeidechse (Lacerta viridis)
- Zauneidechse  (Lacerta agilis)
- Waldeidechse  (Lacerta vivipara)
- Mauereidechse  (Podarcis muralis)
- Europäische Hornotter (Vipera ammodytes)
- Blindschleiche  (Anguis fragilis)
- Schlingnatter  (Coronella austriaca)
- Ringelnatter  (Natrix natrix)
- Würfelnatter  (Natrix tessellata)
- Äskulapnatter  (Elaphe longissima)

Die Vogelwelt ist vertreten durch Arten, die hier nisten aber auch Zugvögel trifft man an:

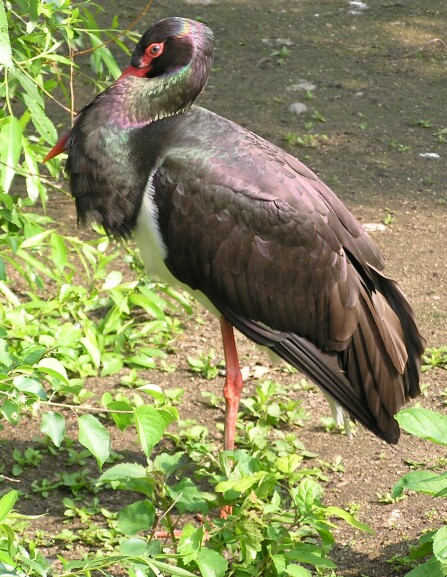
Schwarzstorch
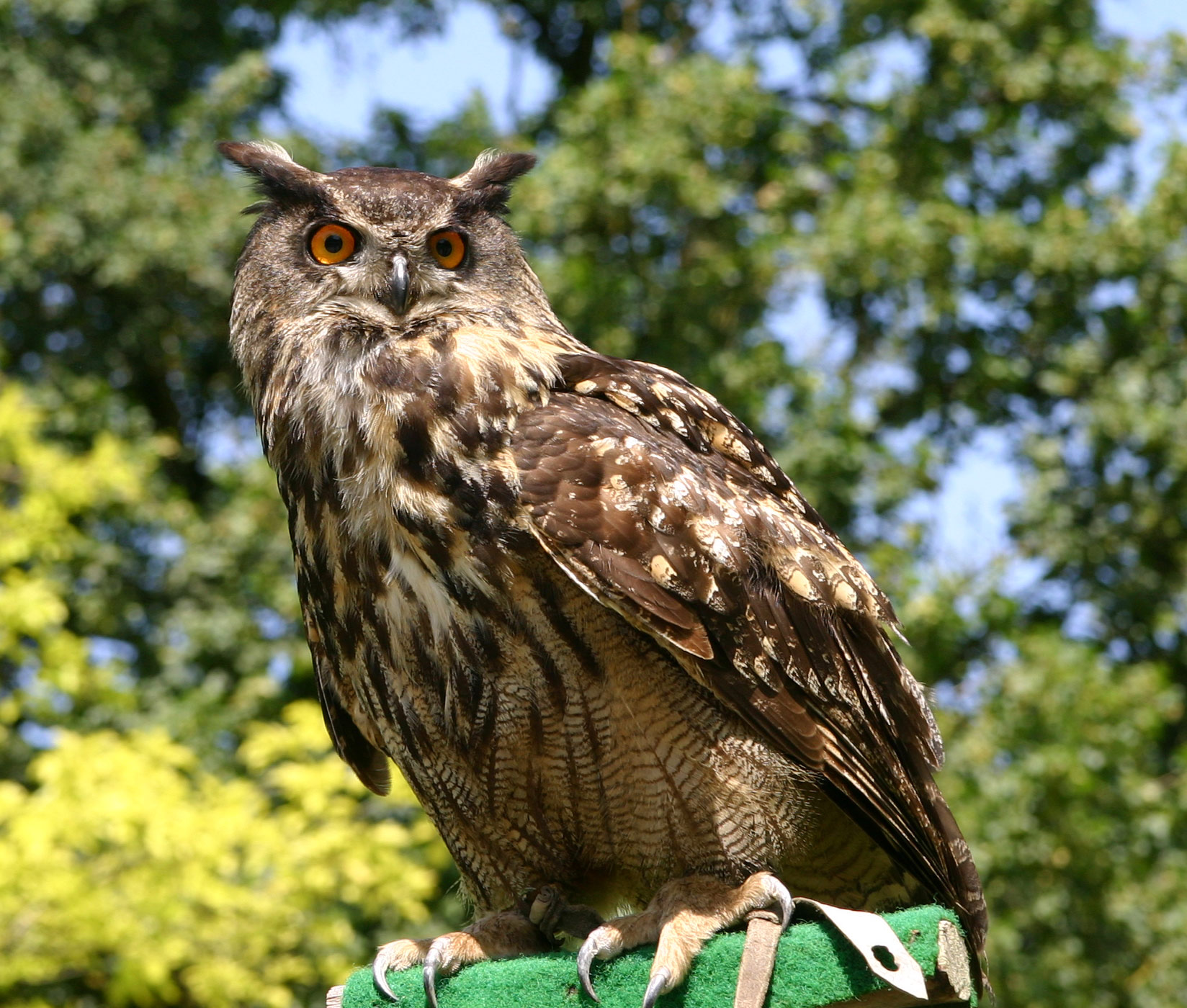
Uhu
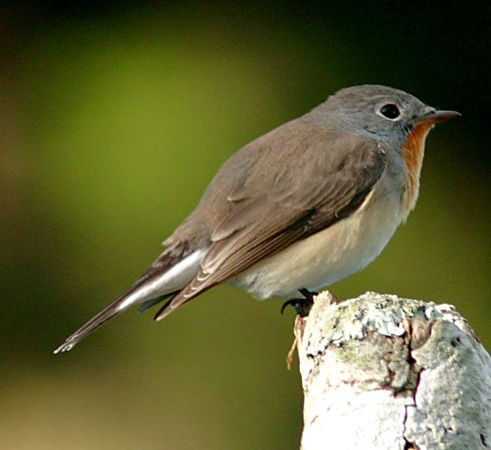
Zwergschnäpper

- Schwarzstorch  (Ciconia nigra)
- Schreiadler (Aquila pomarina)
- Schlangenadler (Circaetus gallicus)
- Baumfalke  (Falco subbuteo)
- Uhu (Bubo bubo)
- Weißrückenspecht  (Dendrocopos leucotos)
- Zwergschnäpper  (Ficedula parva)
- Braunkehlchen  (Saxicola rubetra)
- Erlenzeisig  (Carduelis spinus)

Die Säugetiere sind durch folgende Arten vertreten:
- Bär
- Wolf
- Rothirsch
- Eichhörnchen

- Braunbär (Ursus arctos)
- Wolf (Canis lupus)
- Eurasischer Luchs (Lynx lynx)
- Wildkatze (Felis silvestris)
- Rotfuchs  (Vulpes vulpes)
- Wildschwein  (Sus scrofa)
- Rothirsch  (Cervus elaphus)
- Reh (Capreolus capreolus)
- Edelmarder  (Martes martes)
- Eichhörnchen  (Sciurus vulgaris)

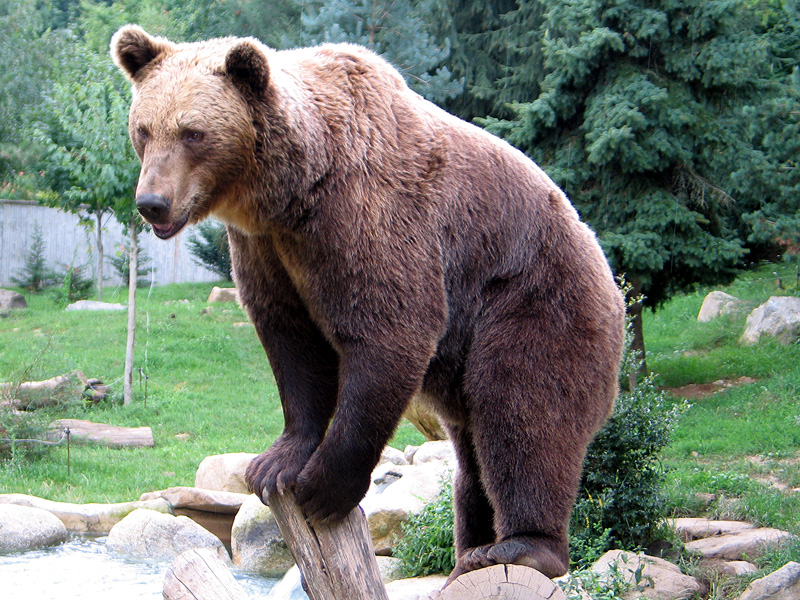
Bär
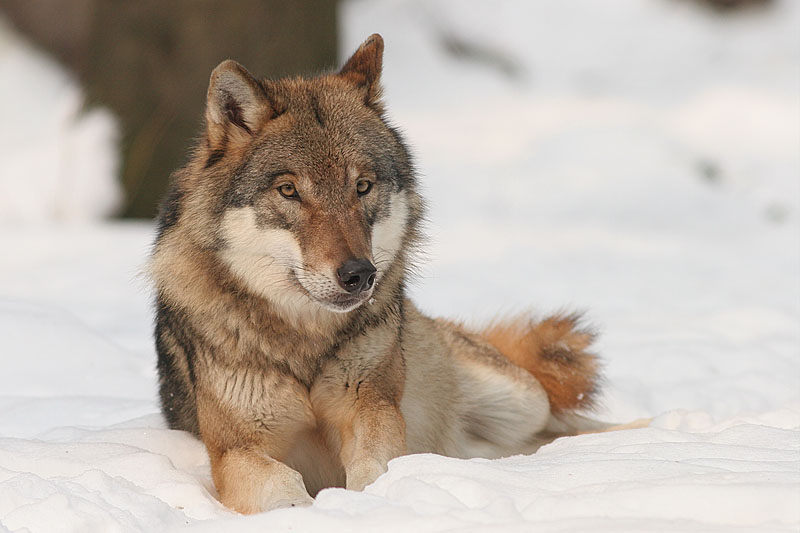
Wolf
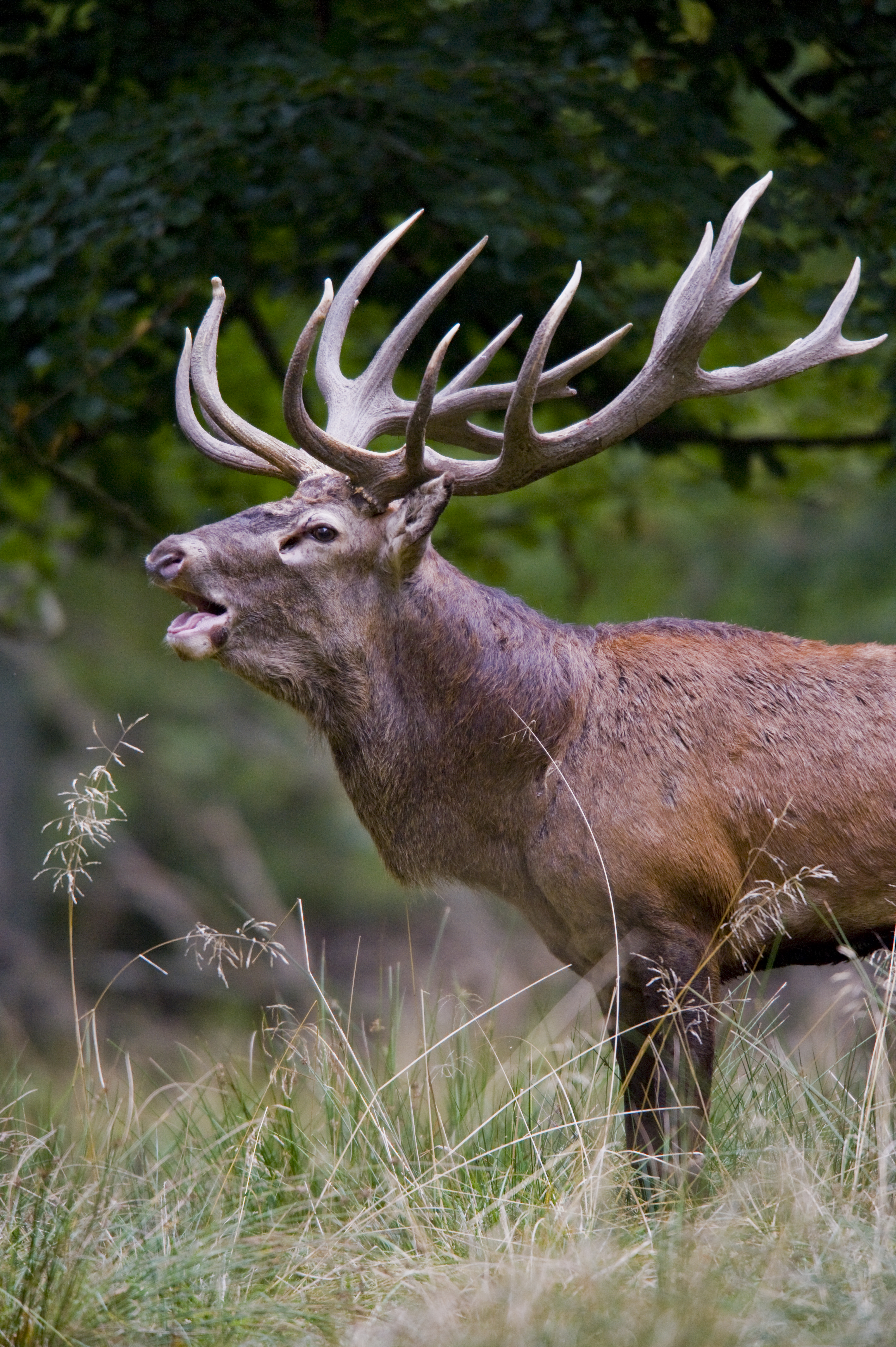
Rothirsch
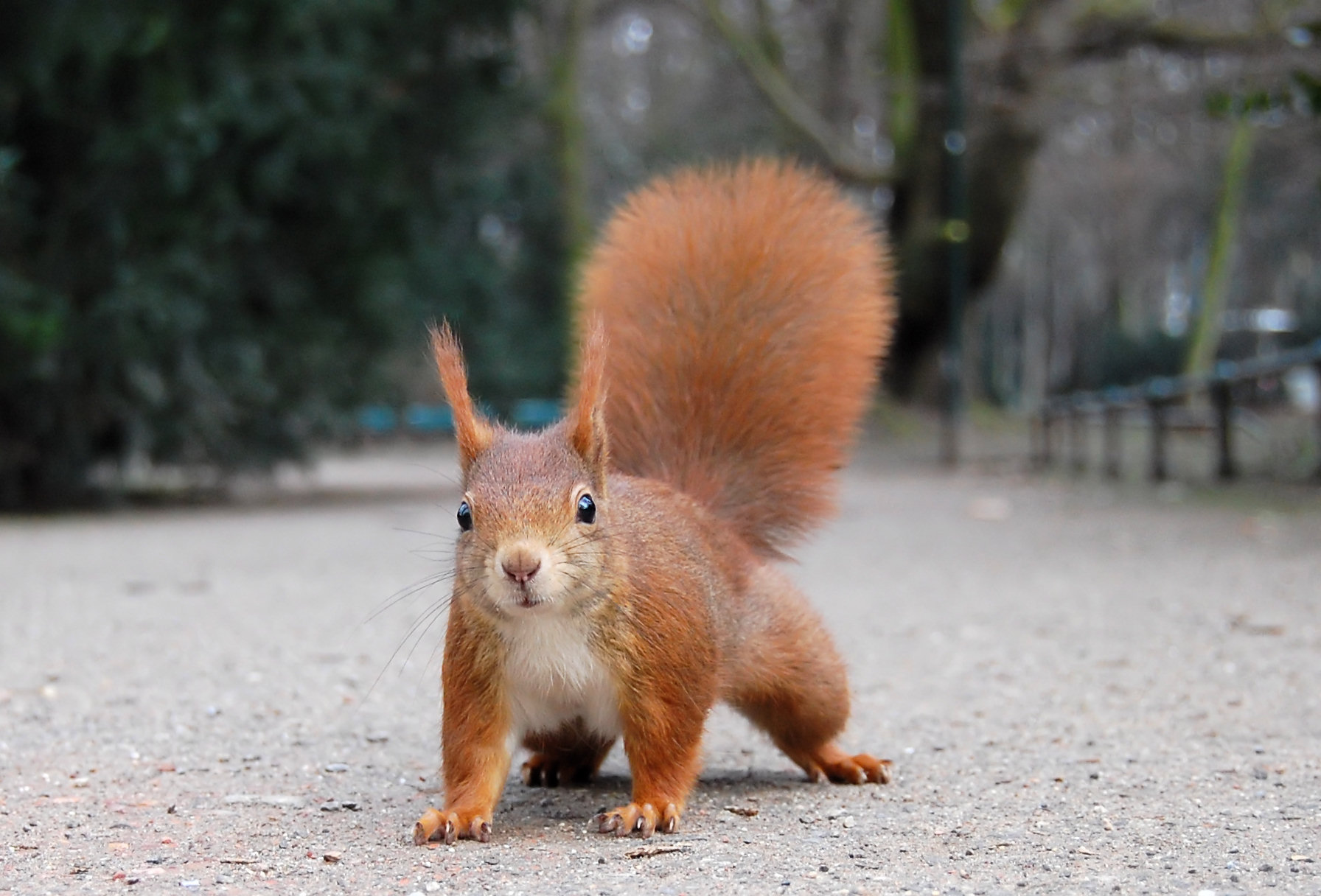
Eichhörnchen

Die Höhlen beherbergen zahlreiche Arten von  Fledermäusen. Insgesamt wurden 16 Arten  identifiziert:

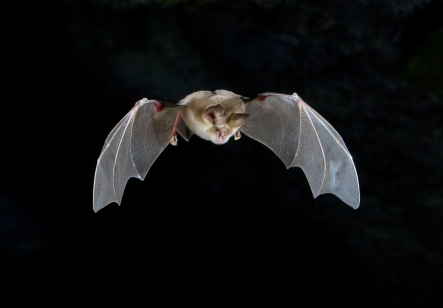
Meheley-Hufeisennase
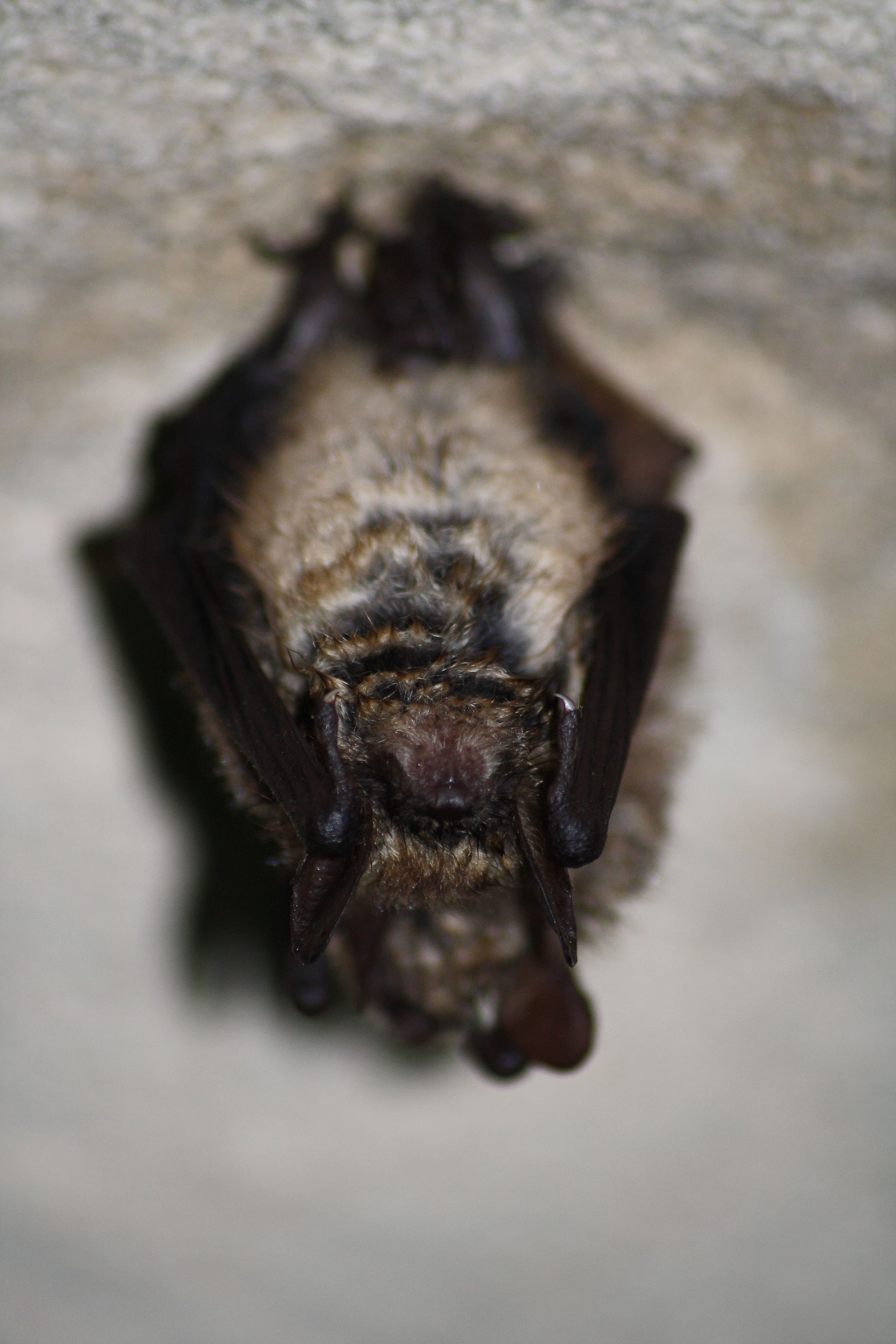
Wimperfledermaus

- Große Hufeisennase (Rhinolophus ferrum-equinum)
- Meheley-Hufeisennase  (Rhinolophus mehelyi)
- Mittelmeer-Hufeisennase (Rhinolophus euryale)
- Blasius-Hufeisennase (Rhinolophus blasii)
- Wimperfledermaus  (Myotis emarginatus)